# Miquel I de Rússia
Miquel I de Rússia   (Moscou, 12 de juliol de 1596 (Julià) - Moscou, 13 de juliol de 1645 (Julià)), nascut Mikhaïl Fiódorovitx Romànov, rus: Михаи́л Фёдорович Рома́нов, fou el primer Tsar de Rússia de la casa de Romànov.

## Biografia
Fill del Boiar d'origen cosac Fiódor Nikítitx Romànov (1553-1633) i de Ksénia Ivanovna Xestova (1565-1631), es va convertir en successor de Basili IV, i fou el primer membre de la família Romànov a ocupar el tron de Rússia. Va ser elegit unànimement tsar de Rússia per una assemblea nacional (el Zemski Sobor) l'11 de febrer de 1613, però no va ser fins al 24 de març que els delegats del consell descobreixen el jove tsar i la seva mare al monestir d'Ipàtiev, prop de Kostromà. Ella va protestar perquè el seu fill era massa jove per exercir aquest càrrec en temps tan problemàtics. En l'últim moment, sigui com sigui, Miquel va acceptar el tron.
Va ser coronat el 22 de juliol. Va començar el seu regnat en un país devastat per les invasions de suecs i polonesos i per les revoltes internes, però de mica en mica, i amb l'ajut dels seus parents i del seu enèrgic pare, va aconseguir restablir l'ordre i contenir les invasions estrangeres. El 1634 va posar fi al conflicte rus-polonès, obtenint la renúncia del rei Ladislau IV Vasa de Polònia al tron de Rússia. El reforçament de l'Estat va continuar amb la signatura de la pau de Stolbovo amb Suècia el 1617, i una intensa tasca de reorganització interior que va enfortir el feudalisme i instituir l'adscripció de l'home a la terra el 1636. També va restaurar el comerç dels anglesos a Arkhànguelsk i va autoritzar els holandesos a fundar una indústria manufacturera a Tula.
El resultat més important de la Pau de Deulino era el retorn de l'exili del pare del tsar, que en endavant va prendre el govern fins a la seva mort l'octubre de 1633, mentre Miquel ocupava una posició absolutament subordinada.
El tsar Miquel va patir una ferida progressiva a la cama (a conseqüència d'un accident de cavall en la seva joventut), la qual cosa li va fer impossible caminar fins a la seva mort.

## Matrimoni i fills
El 1624 es va casar amb la seva primera esposa Maria Vladimirovna Dolgoruki, però aquesta va morir aviat, probablement enverinada. El 5 de febrer de 1626 es va casar a Moscou amb Eudòxia Lukianowna Streschnewa (1608-1645), filla de Lukian Strestxnev (1582-1650) i d'Anna Volkonski (1584- ?). D'aquest segon matrimoni en nasqueren:
- Irina (1627-1679).
- Pelaguéia (1628-1629).
- Aleix (1629-1676), Tsar de Rússia, casat primer amb Maria Miloslàvskaia (1625-1669), i després amb Natàlia Naríxkina (1651-1694).
- Anna (1630-1692).
- Marfa (1631-1633).
- Ivan (1633-1639).
- Sofia (1634-1636).
- Tatiana (1636-1706).
- Ievdokia nascuda morta el 1637.
- Vassili nascut mort el 1639.